# Muntele Kosciuszko
Muntele Kosciuszko are altitudinea de 2.228 m deasupra n.m. fiind cel mai înalt munte de pe continentul Australia. El face parte din masivul Snowy Mountains, din statul New South Wales, Australia.
Muntele cel mai înalt al statului Australia este Mawson Peak (2.745 m), el fiind situat pe insula Heard (teritoriul Insula Heard și Insulele McDonald).
Muntele Kosciuszko a fost denumit în anul 1840 de exploratorul polonez, Paweł Edmund Strzelecki, care a descoperit și escaladat pentru prima oară muntele, după numele eroului național polonez Tadeusz Kościuszko (1746-1817). Muntele se află în Parcul Național Kosciuszko care se întinde pe o suprafață de 6.900 km² fiind cel mai mare parc din statul New South Wales.